# Robert Vinçotte

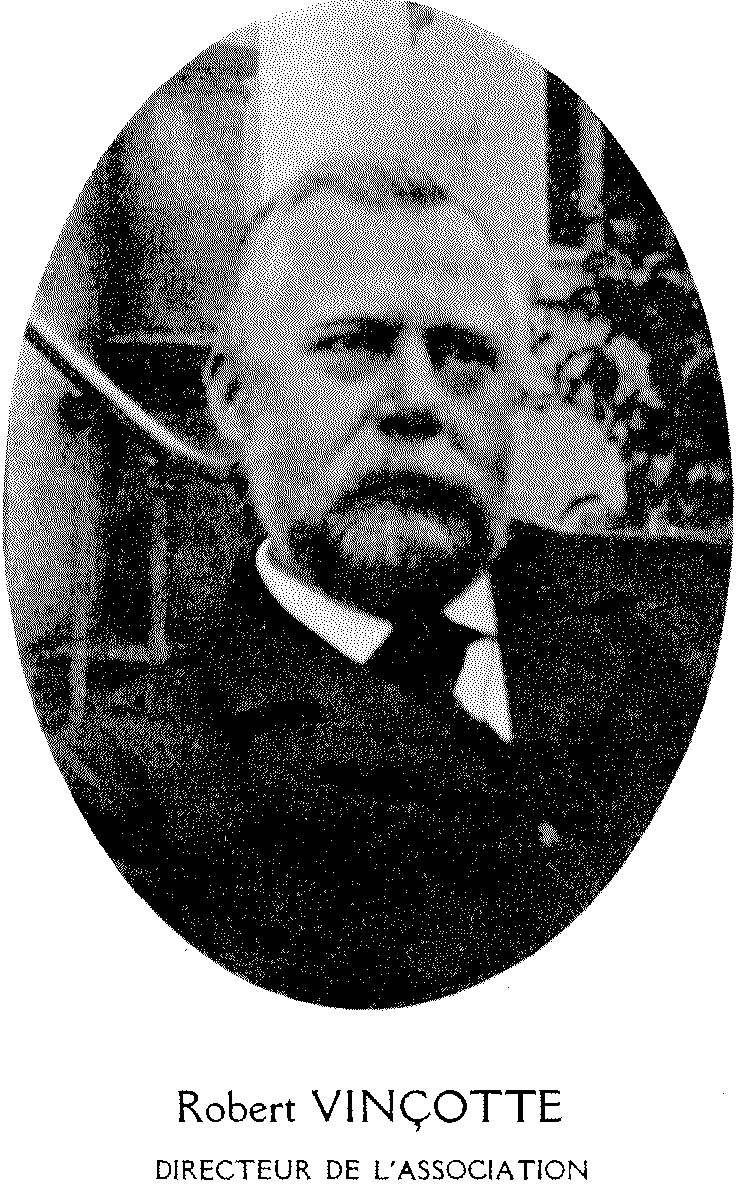
Robert Vinçotte

Robert Vinçotte (* 1844 in Antwerpen; † 1904 in Schaerbeek/Schaarbeek) war ein belgischer Prüfingenieur und Unternehmer.

## Leben
Vinçottes Vater Jean-Henri Vinçotte (1807–1890) war Lehrer. Nach Studien an der Université catholique de Louvain und der Universität Lüttich war er Professor in Antwerpen und dann in Gent und schließlich Schulinspektor.
Vinçotte studierte an der Universität Lüttich und schloss 1865 das Studium ab als Ingénieur honoraire des mines und Docteur en sciences physiques et mathématiques. Darauf wurde er Mathematiklehrer am Atheneum in Brüssel. Daneben untersuchte er Explosionen von Dampfkesseln. Er stellte fest, dass es im Vereinigten Königreich zu 1 Dampfkesselexplosion pro 6000 Dampfkesseln kam, während in Belgien 1 Explosion pro 1000 bis 1200 Kesseln vorkam. Als Hauptgründe nannte er mangelhafte Konstruktionen und Wartung, was durch regelmäßige Inspektionen vermieden werden könnte.
1872 wurde Vinçotte von Maurice Urban, Direktor der Nationalen Gesellschaft der Belgischen Eisenbahnen, aufgefordert, eine Organisation zur Inspektion von Dampfkesseln in Fabriken aufzubauen. Im August 1872 beschlossen 13 Industriemanager die Gründung der gemeinnützigen Association pour la surveillance des chaudières à vapeur für die halbjährliche Inspektion von Dampfkesseln und Schulung des Personals mit Finanzierung durch Mitgliedsbeiträge, deren Direktor Vinçotte wurde. Am Ende des Jahres gab es fast 500 Mitglieder. Vinçotte teilte sich die Prüfarbeit mit zwei weiteren Ingenieuren und fuhr nach Düsseldorf und in die USA, um sich mit den Neuerungen in der Dampfmaschinen- und Dampfkesseltechnik vertraut zu machen. 1881 fuhr er im Auftrag der belgischen Regierung wieder in die USA zum Studieren der dortigen Sicherheitsmaßnahmen. Daraus resultierte ein Regelwerk für die Konstruktion von Dampfkesseln. Nach zehnjähriger Prüftätigkeit versagten nur noch 0,17 % der halbjährlich geprüften Kessel. 1875 forderte er die belgische Regierung auf, die Dampfkesselbetreiber zu den Inspektionen durch die Association gesetzlich zu verpflichten, was schließlich 1884 erfolgte. 1885 erhielt er das Ritterkreuz des Ordens Leopolds II. 1887 wurde ein Haushaltsüberschuss für Lebensversicherungen der Angestellten eingesetzt.
Vinçotte starb 1904 nach der Rückkehr von einer Dienstreise nach Italien. Sein Nachfolger wurde sein Sohn Robert Vinçotte Jr. 1905 erweiterte die Association ihr Geschäftsfeld, indem sie nun auch elektrische Geräte und Anlagen in die Inspektionen einbezog. 1910 kontrollierte die Association mehr Kessel als die entsprechenden Organisationen in Deutschland und Frankreich zusammen. 1922 erhielt die Association den Namen Association Vinçotte pour la surveillance des chaudières à vapeur. 1935 verkürzte sich der Namen wegen des erweiterten Prüfrahmens auf Association Vinçotte (AV). 1989 vereinigte sich die AV mit der 1890 von Henri Adan gegründeten Association des Industriels de Belgique pour l’étude et la propagation des engins et mesures propres à préserver les ouvriers des accidents du travail (AIB) zur AIB-Vinçotte, die weltweit aktiv ist.
Vinçottes jüngerer Bruder war der Bildhauer Thomas Vinçotte.